# トム・アンダーソン
トム・アンダーソン ギターワークス（英称： Tom Anderson Guitar Works）は、アメリカ合衆国の楽器製作者であるトム・アンダーソンが創業した、ギターのカスタムオーダーを主な業務とするカリフォルニア州の楽器製造会社。

## 概要
創業者であるトム・アンダーソンは1977年からギターメーカーのシェクターで働き、ギタービルダーとしてのキャリアをスタートさせる。
1984年にシェクターがヘッジファンドにより乗っ取られ、社長であったDave Schecterが解雇されたのをきっかけに他の従業員とともに独立を決意し、トム・アンダーソンブランドが設立される。
設立当初はメーカーの下請け楽器製造が主体となり、顧客としてはペンサやサドウスキー、ジェームス・タイラー、シェクター(渋谷尚武買収後)、ムーンなどがいた。
その後、規模拡大ののち顧客からのカスタムオーダーを中心とした自社ブランドが開始された。
80年代に他社に先駆けて高級嗜好のギター・ボディー材にバスウッドを積極採用し、特にメープル材とバスウッド材のラミネート構造ボディーがもたらす見事なトーンの調和を率先して世に広めた功績は大きい。

## 使用アーティスト
- ミック・ジャガー(ローリング・ストーンズ)
- キース・リチャーズ(ローリング・ストーンズ)
- リッチー・サンボラ(ボン・ジョヴィ)
- クリストファー・クロス
- フィル・コリン(デフ・レパード)
- ニール・ショーン (ジャーニー)
- スティーヴ・ヴァイ
- マイケル・ランドウ
- DAITA
- 高見沢俊彦 (THE ALFEE)